# Symplocos ulei
Symplocos ulei är en tvåhjärtbladig växtart som beskrevs av August Brand. Symplocos ulei ingår i släktet Symplocos och familjen Symplocaceae. Inga underarter finns listade i Catalogue of Life.